# ROH/NJPW Global Wars
Dentro del mercado de expansión de la empresa de lucha libre profesional (o puroresu) New Japan Pro-Wrestling (NJPW), uno de sus objetivos ha sido el de la conquista del mercado internacional. siendo el más destacado: Estados Unidos, en el cuál ya habían producido eventos exclusivos con relativa importancia.
Pero dentro de su desarrollo, NJPW firmó en 2014 un acuerdo para producir una serie de eventos conjuntos con su nuevo socio: la empresa norteamericana Ring of Honor (ROH).
Los primeros cinco se llevaron a cabo en el Ted Reeve Arena en Toronto, Ontario, Canadá , mientras que el sexto se llevó a cabo en Frontier Fieldhouse en Chicago Ridge, Illinois.. De 2014 a 2016, el evento se realizó en mayo junto con War of the Worlds, pero en 2017, Global Wars se movió a octubre y realizó una gira de cuatro eventos por Buffalo, Nueva York; Pittsburgh, Pensilvania ; Columbus, Ohio ; y Villa Park, Illinois.

## Ediciones

### 2014
Global Wars 2014 tuvo lugar el 10 de mayo de 2014 desde el Ted Reeve Arena en Toronto, Canadá.
- Pre-show: Tadarius Thomas (con Jimmy Jacobs) derrotó a Romantic Touch
  - Thomas cubrió a Touch tras un «Tiger Suplex».
- Michael Bennett (con Maria Kanellis) derrotó a ACH
  - Bennett cubrió a ACH tras un «Dominator».
- Michael Elgin derrotó a Takaaki Watanabe
  - Thomas cubrió a Touch tras un «Back Suplex».
- The Briscoe Brothers (Jay Briscoe & Mark Briscoe) derrotaron a The Decade (B.J. Whitmer & Jimmy Jacobs) (con Tadarius Thomas) y reDRagon (Bobby Fish & Kyle O'Reilly)
  - Jay y Mark cubrieron a Jacobs tras un «Doomsday Device».
- Cedric Alexander derrotó a Roderick Strong
  - Alexander cubrió a Strong tras un «Small Package».
- The Young Bucks (Matt Jackson & Nick Jackson) (c) derrotaron a Forever Hooligans (Alex Koslov & Rocky Romero) y Time Splitters (Alex Shelley & KUSHIDA) y retuvieron el Campeonato Peso Pesado Junior en Parejas de la IWGP
  - Matt cubrió a Koslov tras un «More Bang For Your Buck».
- Hiroshi Tanahashi y Jushin Thunder Liger derrotaron a Chaos (Jado & Shinsuke Nakamura)
  - Tanahashi cubrió a Jado tras un «High Fly Flow».
- Jay Lethal (c) (con Truth Martini) derrotó a Matt Taven, Silas Young y Tommaso Ciampa y retuvo el Campeonato Mundial Televisivo de ROH
  - Lethal cubrió a Taven tras un «Lethal Injection».
- Bullet Club (A.J. Styles & Karl Anderson) derrotaron a Chaos (Gedo & Kazuchika Okada)
  - Styles cubrió a Gedo tras un «Style Clash».
- Adam Cole (c) derrotó a Kevin Steen y retuvo el Campeonato Mundial de ROH
  - Cole cubrió a Steen tras un «Florida Key».
  - Durante la lucha, Michael Bennett interfirió a favor de Cole.

### 2015
Global Wars '15 tuvo lugar el 15 y 16 de mayo de 2015 desde el Ted Reeve Arena en Toronto, Canadá.

#### Resultados: 15 de mayo
- Gedo y Moose derrotaron a Takaaki Watanabe y Silas Young (8:01).
  - Moose cubrió a Young tras un «Spear».
- KUSHIDA derrotó a Chris Sabin y Kyle O'Reilly (9:58).
  - KUSHIDA cubrió a Sabin después de un «Hoverboard Lock».
- The Kingdom (Matt Taven & Michael Bennett) (con Maria Kanellis) derrotaron a Jushin Thunder Liger y Matt Sydal (9:12).
  - Bennett cubrió a Sydal después de un «Hail Mary».
  - Durante la lucha, Maria interfirió a favor de Bennett y Taven.
- Kazuchika Okada (con Gedo) derrotó a Cedric Alexander (12:15).
  - Okada cubrió a Alexander después de un «Rainmaker».
- The Addiction (Christopher Daniels & Frankie Kazarian) derrotaron a The Decade (Adam Page & B.J. Whitmer) (con Colby Corino) y Roppongi Vice (Beretta & Rocky Romero) (14:39).
  - Kazarian cubrió a Page después de un «Strong Zero».
- Shinsuke Nakamura derrotó a ACH (12:39).
  - Nakamura cubrió a ACH después de un «Boma Ye».
- Jay Lethal (c) (con Donovan Dijak) derrotó a Tetsuya Naito y retuvo el Campeonato Mundial Televisivo de ROH (12:18).
  - Lethal cubrió a Naito después de un «Lethal Injection».
- Hiroshi Tanahashi derrotó a Michael Elgin (17:08)
  - Tanahashi cubrió a Elgin después de un «High Fly Flow».
- ROH All Stars (Hanson, Jay Briscoe, Mark Briscoe, Ray Rowe & Roderick Strong) derrotaron a Bullet Club (A.J. Styles, Doc Gallows, Karl Anderson, Matt Jackson & Nick Jackson) (16:48).
  - Mark cubrió a Nick después de un «Diving Elbow Drop».

#### Resultados: 16 de mayo
- KUSHIDA derrotó a Will Ferrara (5:15).
  - KUSHIDA cubrió a Ferrara después de un «Hoverboard Lock».
- Silas Young derrotó a Takaaki Watanabe (6:18).
  - Young cubrió a Watanabe después de un «Misery».
- Kyle O'Reilly derrotó a Christopher Daniels y Frankie Kazarian por descalificación (4:16).
  - La lucha fue descalificada.
- Jushin Thunder Liger derrotó a Dalton Castle (9:58).
  - Liger cubrió a Castle después de un «Vertical-Drop Brainbuster».
- Bullet Club (Doc Gallows & Karl Anderson) y The Kingdom (Matt Taven & Michael Bennett) (con Maria Kanellis) terminaron sin resultado (9:38).
  - El encuentro resultó en empate cuando superó el tiempo de límite de los 10 minutos reglamentarios.
  - Durante la lucha, Maria interfirió a favor de Bennett y Taven.
- Hiroshi Tanahashi y Tetsuya Naito derrotaron a ACH y Matt Sydal (11:12).
  - Tanahashi cubrió a ACH después de un «High Fly Flow».
- Shinsuke Nakamura derrotó a Roderick Strong (17:05).
  - Nakamura cubrió a Strong después de un «Boma Ye».
- Michael Elgin derrotó a Gedo (8:05).
  - Elgin cubrió a Gedo después de un «Elgin Bomb».
- Bullet Club (A.J. Styles, Matt Jackson & Nick Jackson) derrotó a Chaos (Beretta, Kazuchika Okada & Rocky Romero) (17:25).
  - Styles cubrió a Beretta después de un «Styles Clash».

### 2016
Global Wars 2016 tuvo lugar el 8 de mayo de 2016 desde el Frontier Fieldhouse en Chicago Ridge, Illinois.
- Pre-show: Kelly Klein (con B.J. Whitmer) derrotó a Crazy Mary Dobson
  - Klein forzó a Dobson a rendirse con un «Big boot».
- Pre-show: Juice Robinson y Kamaitachi derrotaron a The All Night Express (Kenny King & Rhett Titus) y Beer City Bruiser y Silas Young (7:18).
- Dalton Castle derrotó a ACH, Adam Page y Roderick Strong y ganó una oportunidad por el Campeonato Mundial Televisivo de ROH (8:26).
  - Castle cubrió a Page después de un «Bangarang».
- Cheeseburger y Jushin Thunder Liger derrotaron a The Addiction (Christopher Daniels & Frankie Kazarian) (7:02).
  - Cheeseburger cubrió a Daniels después de un «Victory Roll».
  - Después de la lucha, Daniels y Kazarian atacaron a Cheeseburger y Liger.
- War Machine (Hanson & Raymond Rowe) (c) derrotaron a The Briscoe Brothers (Jay Briscoe & Mark Briscoe) y retuvieron el Campeonato Mundial en Parejas de ROH (15:15).
  - Hanson y Rowe cubrieron a Jay después de un «Fallout».
- Tetsuya Naito derrotó a Kyle O'Reilly (12:00).
  - Naito cubrió a O’Reilly después de un «Destino».
  - Después de la lucha, O'Reilly le dio la mano a Naito en señal de respeto pero este se lo negó y luego lo atacó.
  - El Campeonato Peso Pesado de la IWGP de Naito, no estuvo en juego.
- Kazuchika Okada y Moose (con Gedo & Stokely Hathaway) derrotaron a Hiroshi Tanahashi y Michael Elgin (13:46).
  - Okada y Moose cubrieron a Elgin después de un «Spear» y un «Rainmaker».
- Bobby Fish derrotó a Tomohiro Ishii (c) y ganó el Campeonato Mundial Televisivo de ROH (15:30).
  - Fish cubrió a Ishii después de un «Dragon Sleeper».
- Bullet Club (Matt Jackson, Nick Jackson, Tama Tonga & Tanga Roa) derrotaron a Alex Shelley, Chris Sabin, KUSHIDA y Matt Sydal (13:08).
  - Matt y Nick cubrieron a Kushida después de un «Meltzer Driver».
- La lucha entre el Campeón Mundial de ROH Jay Lethal y Colt Cabana terminó sin resultado (22:30).
  - La lucha terminó sin resultado después de que Adam Cole como nuevo miembro del Bullet Club, atacara a Lethal y Cabana.
  - Después de la lucha, Bullet Club (Matt Jackson, Nick Jackson, Tama Tonga & Tanga Roa) continuaron atacando a Lethal y Cabana.
  - Como consecuencia, Lethal retuvo el campeonato.

### 2017
La edición 2017 de la gira "Global Wars" tuvo lugar dentro de cuatro shows: El primer día, el 12 de octubre, en Buffalo, Nueva York en el Buffalo Riverworks; el segundo día, el 13 de octubre, en Pittsburgh, Pensilvania, en el Stage AE; el tercer día, el 14 de octubre, en Columbus, Ohio en el Express Live!; y el cuarto y último día, el 15 de octubre, en Villa Park, Illinois en el Odeum Expo Center.

##### Global Wars: Buffalo
El primer show de "Global Wars: Buffalo" tuvo lugar el 12 de octubre de 2017 desde el Buffalo Riverworks en Buffalo, Nueva York.
- Pre-show: Deonna Purrazzo derrotó a Sumie Sakai
  - Purrazzo cubrió a Sakai después de un «Brainbuster».
- The Dawgs (Rhett Titus & Will Ferrara) derrotaron a Coast 2 Coast (LSG & Shaheem Ali).
- KUSHIDA derrotó a Hangman Page.
  - Kushida forzó a Page a rendirse con un «Hammerboard Lock».
- Jay Lethal derrotó a Frankie Kazarian.
  - Lethal cubrió a Kazarian después de un «Lethal Injection».
- Suzuki-gun (Minoru Suzuki, Lance Archer & Davey Boy Smith Jr.) derrotaron a War Machine (Hanson & Raymond Rowe) y Mark Briscoe.
  - Suzuki cubrió a Mark después de un «Gotch Style Piledriver».
- Mandy Leon derrotó a Jenny Rose.
- Hiromu Takahashi derrotó a Christopher Daniels.
  - Takahashi forzó a Daniels a rendirse con un «Diving senton».
  - Después de la lucha, Daniels y Takahashi se dieron la mano a Naito en señal de respeto pero Daniels lo ataca.
- Bullet Club (Cody & Marty Scurll) derrotaron a Chaos (Toru Yano & YOSHI-HASHI).
  - Cody cubrió a Yano después de un «Crossrhodes».
- Punishment Martinez derrotó a Will Ospreay.
  - Martinez cubrió a Ospreay después de un «South Of Heaven Chokeslam».
- The Elite (Kenny Omega, Matt Jackson, Nick Jackson) derrotaron a The Kingdom (Matt Taven, Vinny Marseglia & TK O'Ryan) y retuvieron el Campeonato Mundial en Parejas de Seis-Hombres de ROH.
  - Omega, Matt y Nick cubrieron a Taven después de un «Super Meltzer Driver».
  - Durante la lucha, Hangman Page y Marty Scurll interfirieron a favor de The Elite.

##### Global Wars: Pittsburgh
El segundo show de "Global Wars: Pittsburgh" tuvo lugar el 13 de octubre de 2017 desde el Stage AE en Pittsburgh, Pensilvania.
- Hiromu Takahashi derrotó a Mark Briscoe por cuenta fuera.
  - Takahashi ganó la lucha después de que Mark no pudiera responder al conteo del árbitro.
  - Durante la lucha, Mark sufrió una lesión en el codo.
- Best Friends (Beretta & Chuckie T) derrotaron a The Dawgs (Rhett Titus & Will Ferrara).
  - Beretta cubrió a Titus después de un «Dudebuster».
- Jay Lethal derrotó a Jay White.
  - Lethal cubrió a White después de un «Lethal Injection».
  - Después de la lucha, Lethal y White se dieron la mano en señal de respeto.
- The Motor City Machine Guns (Alex Shelley & Chris Sabin) (c) derrotaron a The Kingdom (TK O'Ryan & Vinny Marseglia) y The Young Bucks (Matt Jackson & Nick Jackson) y retuvieron el Campeonato Mundial en Parejas de ROH.
  - Sabin cubrió a Nick después de un «Small Package».
- Deonna Purrazzo, Jenny Rose y Mandy Leon derrotaron a Britt Baker, Faye Jackson y Sumie Sakai.
- Kenny King derrotó a Josh Woods, KUSHIDA, Punishment Martinez, Hangman Page y Matt Taven y retuvo el Campeonato Mundial de la Televisión de ROH.
  - King cubrió a Woods después de un «Royal Flush».
- War Machine (Hanson & Raymond Rowe) derrotaron a Killer Elite Squad (Lance Archer & Davey Boy Smith Jr.).
  - Hanson cubrió a Archer después de un «Fallout».
  - El Campeonato en Parejas de la IWGP de Killer Elite Squad, no estuvieron en juego.
- Minoru Suzuki (con Davey Boy Smith Jr.) derrotó a Silas Young (con Beer City Bruiser).
  - Suzuki cubrió a Young después de un «Gotch Style Piledriver».
  - Durante la lucha, Davey Boy interfirió a favor de Suzuki.
- Bullet Club (Cody, Kenny Omega & Marty Scurll) derrotaron a Chaos (Will Ospreay, Toru Yano & YOSHI-HASHI) y retuvieron el Campeonato Mundial en Parejas de Seis-Hombres de ROH.
  - Scurll forzó a Yano a rendirse con un «Crossface Chiken Wing».

##### Global Wars: Columbus
El tercer show de "Global Wars: Columbus" tuvo lugar el 14 de octubre de 2017 desde el Express Live! en Columbus, Ohio.
- The Addiction (Christopher Daniels & Frankie Kazarian) derrotaron a Search and Destroy (Jay White & Jonathan Gresham).
  - Daniels y Kazarian cubrieron a White después de un «Celebrity Rehab».
- Jay Lethal derrotó a Hiromu Takahashi.
  - Lethal cubrió a Takahashi después de un «Lethal Injection».
- The Motor City Machine Guns (Alex Shelley & Chris Sabin) (c) derrotaron a Beer City Bruiser y Silas Young y retuvieron el Campeonato Mundial en Parejas de ROH.
  - Sabin y Shelley cubrieron a Bruiser después de un «Skull and Bones».
- Chaos (Toru Yano, Will Ospreay & YOSHI-HASHI) derrotaron a Suzuki-gun (Davey Boy Smith Jr., Lance Archer & Minoru Suzuki).
  - Hashi cubrió a Archer después de un «Roll-Up».
- Shane Taylor derrotó a Josh Woods.
  - Taylor cubrió a Woods después de un «Piledriver».
- Kenny King & Colt Cabana derrotan a Bullet Club (Hangman Page & Marty Scurll).
  - King cubrió a Page después de un «Pele Kick» y un «Royal Flush».
  - Originalmente Mark Briscoe formaba equipo con King, pero fue reemplazado por Cabana, debido su lesión en el codo por lo sucedido en la noche anterior.
- Cody (c) derrotó a KUSHIDA y retuvo el Campeonato Mundial de ROH.
  - Cody cubrió a KUSHIDA después de un «Cross Rhodes».
- The Elite (Kenny Omega, Matt Jackson & Nick Jackson) (c) derrotaron a Best Friends (Beretta & Chuckie T.) y Flip Gordon y retuvieron el Campeonato Mundial en Parejas de Seis-Hombres de ROH.
  - Omega, Matt y Nick cubrieron a Gordon después de un «One Winged Meltzer Driver».

##### Global Wars: Chicago
El cuarto y ultimó show de "Global Wars: Chicago" tuvo lugar el 15 de octubre de 2017 desde el Odeum Expo Center en Villa Park, Illinois.
- Silas Young & Beer City Bruiser derrotaron a Best Friends (Beretta & Chukie T.).
  - Young cubrió a Chuckie después de un «Misery».
- Marty Scurll derrotó a Hiromu Takahashi.
  - Scurll forzó a Takahashi a rendirse con un «Crossface Chiken Wing».
- The Addiction (Christopher Daniels & Frankie Kazarian) derrotaron a Cheeseburger y Kushida.
  - Daniels y Kazarian cubrieron a Cheeseburger después de un «Best Meltzer Ever».
  - Después de la lucha, Bully Ray, entra al ring y lanza a Kazarian sobre la mesa con una «Chokeslam».
- The Elite (Cody, Hangman Page, Matt Jackson & Nick Jackson) derrotaron a Search & Destroy (Alex Shelley, Chris Sabin, Jay White & Jonathan Gresham).
  - Page cubrió a Gresham después de un «Rite of Passage».
- The Dawgs (Rhett Titus & Will Ferrara) derrotaron a The Mean Team (Brian Johnson & Justin Pusser).
  - Titus y Ferrara cubrieron a Johnson y Pusser después de un «Squash».
  - Después de la lucha, Jay Briscoe atacó a Johnson y Pusser.
- Suzuki-gun (Davey Boy Smith Jr., Lance Archer & Minoru Suzuki) derrotaron a Jay Lethal, Kenny King y Shane Taylor.
  - Suzuki cubrió a Taylor después de un «Gotch Style Piledriver».
- Colt Cabana derrotó a Toru Yano.
  - Cabana cubrió a Yano después de un «Pinfall».
- Will Ospreay derrotó a Flip Gordon.
  - Ospreay cubrió a Gordon después de un «Robinson Special» y un «Oz Cutter».
  - Después de la lucha, Ospreay y Gordon se dieron la mano en señal de respeto.
  - El Campeonato Peso Pesado Junior de la IWGP de Ospreay, no estuvo en juego.
- Kenny Omega (c) derrotó a Yoshi-Hashi y retuvo el Campeonato Peso Pesado de los Estados Unidos de la IWGP.
  - Omega cubrió a Hashi después de un «One Winged Angel».
  - Durante la lucha, Chaos (Will Ospreay, Flip Gordon, Beretta & Chuckie T.) intervinieron a favor de Hashi y Bullet Club a favor de Omega.

### 2018
La edición 2018 de la gira "Global Wars" tuvo lugar dentro de cuatro shows: El primer día, el 7 de noviembre, en Lewiston, Maine en el Androscoggin Bank Colisee; el segundo día, el 8 de noviembre, en Lowell, Massachusetts, en el Lowell Memorial Auditorium; el tercer día, el 9 de noviembre, en Buffalo, Nueva York en el Buffalo Riverworks; y el cuarto y último día, el 11 de noviembre, en Toronto, Ontario, Canadá en el Mattamy Athletic Centre.

##### Global Wars: Lewiston
El primer show de "Global Wars: Lewiston" tuvo lugar el 7 de noviembre de 2018 desde el Androscoggin Bank Colisee en Lewiston, Maine.
- Flip Gordon derrotó a Eli Isom
  - Gordon cubrió a Isom después de un «Flip-5».
- SoCal Uncensored (Scorpio Sky & Frankie Kazarian) derrotaron a The Bouncers (Bruiser & Milonas).
  - Kazarian y Sky cubrieron a Milonas después de un «Double Powerbomb».
- Jeff Cobb derrotó a Cheeseburger.
  - Cobb cubrió a Cheeseburger después de un «Tour of The Islands».
  - El Campeonato Mundial de la Televisión de ROH de Cobb no estuvo en juego.
- The Kingdom (Matt Taven, TK O'Ryan & Vinny Marseglia) derrotaron a Dalton Castle y The Boys y retuvieron el Campeonato Mundial en Parejas de Seis-Hombres de ROH
  - Marseglia, O'Ryan y Taven cubrieron a The Boys después de un «House of a 100 Horses».
- The Briscoes (Jay Briscoe & Mark Briscoe) derrotaron a The Elite (Cody & Hangman Page)
  - Jay y Mark cubrieron a Cody y a Page después de un «Doomsday Device».
- Juice Robinson derrotó a Christopher Daniels.
  - Robinson cubrió a Daniels después de un «Pulp Friction».
- Bully Ray y Silas Young derrotaron a The Young Bucks (Matt Jackson & Nick Jackson).
- Los Ingobernables de Japón (Tetsuya Naito, Bushi, Evil & Sanada) derrotaron a Jay Lethal, Jonathan Gresham, KUSHIDA y Chris Sabin.
  - Naito cubrió a Gresham después de un «Destino».

##### Global Wars: Lowell
El segundo show de "Global Wars: Lowell" tuvo lugar el 8 de noviembre de 2018 desde el Lowell Memorial Auditorium en Lowell, Massachusetts.
- Matt Taven derrotó a Bushi.
  - Taven cubrió a Bushi después de un «Climax».
- Juice Robinson y Dalton Castle derrotaron a The Bouncers (Brian Milonas & Beer City Bruiser)
  - Robinson cubrió a Bruiser después de un «Pulp Friction».
- Flip Gordon derrotó a Frankie Kazarian
  - Gordon cubrió a Kazarian después de un «Small Package».
- Sumie Sakai derrotó a Jenny Rose.
  - Sakai cubrió a Rose después de un «Buceo Splash».
  - El Campeonato Mundial Femenil del Honor de Sakai no estuvo en juego.
- Scorpio Sky derrotó a Jay Briscoe.
  - Sky cubrió a Briscoe después de un «Roll Up».
- Los Ingobernables de Japón (Evil & Sanada) derrotaron a Silas Young y Bully Ray.
  - Evil y Sanada cubrieron a Young después de un «Magic Killer».
- Jeff Cobb derrotó a Christopher Daniels.
  - Cobb cubrió a Daniels después de un «Tour of The Islands».
  - El Campeonato Mundial de la Televisión de ROH de Cobb no estuvo en juego.
- Cody (con Brandi Rhodes & Burnard the Bear) derrotó a Mark Briscoe
  - Cody cubrió a Briscoe después de un «Cross Rhodes».
  - El Campeonato Peso Pesado de los Estados Unidos de la IWGP de Cody no estuvo en juego.
- Tetsuya Naito derrotó a Hangman Page.
  - Naito cubrió a Page después de un «Destino».
- Jay Lethal y Jonathan Gresham derrotaron a The Young Bucks (Matt Jackson & Nick Jackson), Chris Sabin & KUSHIDA y The Kingdom (Vinny Marseglia & TK O'Ryan).
  - Gresham cubrió a Sabin después de un «Shooting Star Press».

##### Global Wars: Buffalo II
El tercer show de "Global Wars: Buffalo II" tuvo lugar el 9 de noviembre de 2018 desde el Buffalo Riverworks en Buffalo, Nueva York.
- Dalton Castle derrotó a TK O`Ryan.
  - Castle cubrió a O'Ryan después de un «Bangarang».
- Kenny King derrotó a Cheeseburger.
  - King cubrió a Cheeseburger después de un «Royal Flush».
- Kelly Klein derrotó a Madison Rayne.
- KUSHIDA derrotó a Bushi, Jonathan Gresham y Flip Gordon.
  - KUSHIDA cubrió a Bushi después de un «Back to the Future».
  - El Campeonato Peso Pesado Junior de la IWGP de KUSHIDA no estuvo en juego.
- Jeff Cobb derrotó a Evil.
  - Cobb cubrió a Evil después de un «Tour of The Islands».
  - El Campeonato Mundial de la Televisión de ROH de Cobb no estuvo en juego.
- Juice Robinson derrotó a Silas Young por descalificación.
  - Young fue descalificado después de que Bully Ray viniera a atacar a Robinson con un «Low Blow».
  - Después de la lucha, Ray continuó atacando a Robinson, pero Flip Gordon salió a detenerlo.
- The Young Bucks (Matt Jackson & Nick Jackson) derrotaron a Los Ingobernables de Japón (Tetsuya Naito & Sanada).
  - Matt cubrió a Sanada con un «Skull End».
- Jay Lethal y Chris Sabin terminaron sin resultado.
  - El encuentro resultó en empate cuando superó el tiempo de límite de los 15 minutos reglamentarios.
  - Después de la lucha, Kenny King atacó a Lethal y a Sabin.
  - El Campeonato Mundial de ROH de Lethal no estuvo en juego.
- Best Friends (Beretta & Chuckie T.) derrotaron a The Briscoes (Jay Briscoe & Mark Briscoe) y The Elite (Cody & Hangman Page).
  - Chuckie y Beretta cubrieron a Mark con un «Cross Crab».
  - Durante la lucha, SoCal Uncensored (Christopher Daniels y Frankie Kazarian) interfirieron esta lucha.

##### Global Wars: Toronto
El cuarto y ultimó show de "Global Wars: Toronto" tuvo lugar el 11 de noviembre de 2018 desde el Mattamy Athletic Centre en Toronto, Ontario, Canadá.
- Karen Q derrotó a Kaitlin Diemond.
  - Karen Q cubrió a Diemond después de un «Spring Roll».
  - Después de la lucha, Kelly Klein y Karen Q atacaron a Sumie Sakai, mientras que Madison Rayne hizo el salve
- Hangman Page derrotó a Chuckie T.
  - Page cubrió a Chuckie T después de un «Rite of Passage».
- Los Ingobernables de Japón (Tetsuya Naito & Bushi) derrotaron a The Kingdom (TK O'Ryan & Vinny Marseglia)
  - Naito cubrió a Marseglia después de un «Destino».
- Matt Taven derrotó a Christopher Daniels
  - Taven cubrió a Daniels después de un «Climax»
  - Durante la lucha, TK O'Ryan & Vinny Marseglia interfirierón a favor de Taven.
- The Briscoes (Jay Briscoe & Mark Briscoe) derrotaron a Los Ingobernables de Japón (Evil & Sanada)
  - Mark cubrió a Sanada después de un «Jay Driller».
- Flip Gordon derrotó a Jonathan Gresham.
  - Gordon cubrió a Greshan después de un «Flip 5».
- SoCal Uncensored (Scorpio Sky & Frankie Kazarian) derrotaron a Super Smash Bros (Stu Grayson & Evil Uno) y retuvieron el Campeonato Mundial en Parejas de ROH
  - Kazarian y Sky cubrieron a Grayson después de un «Double Backstabber».
- Juice Robinson derrotó a Beretta
  - Robinson cubrió a Daniels después de un «Pulp Friction».
  - Originalmente Cody era el oponente de Beretta, pero fue reemplazado por Robinson debido a una lesión
- The Young Bucks (Matt Jackson & Nick Jackson) derrotaron a Chris Sabin & KUSHIDA.
  - Matt forzó a Sabin a rendirse con un «Sharp shooter»
- Jay Lethal derrotó  a  Kenny King y retuvo el Campeonato Mundial de ROH.
  - Lethal cubrió a King después de dos «Lethal Injection».

### 2025

#### Australia
Global Wars: Australia tuvo lugar el 15 de febrero de 2025 desde el Brisbane Entertainment Centre en Brisbane, Australia.
- Bandido & The Outrunners (Truth Magnum & Turbo Floyd) derrotaron a The Learning Tree (Chris Jericho, Big Bill & Bryan Keith) (14:11).
  - Bandido cubrió a Jericho después de un «21 Plex».
  - Después de la lucha, The Learning Tree atacaron a Bandido & The Outrunners, pero fueron detenidos por Powerhouse Hobbs.
- Lee Moriarty derrotó a Robbie Eagles y retuvo el Campeonato Puro de ROH (10:27).
  - Moriarty cubrió a Eagles con un «Roll-Up» apoyándose en las cuerdas.
- Mark Davis derrotó a Tommy Knight (5:21).
  - Davis cubrió a Knight después de un «Pendulum Piledriver».
- The Sons of Texas (Dustin Rhodes & Sammy Guevara) derrotaron a MxM Collection (Mansoor & Mason Madden) y retuvieron el Campeonato Mundial en Parejas de ROH (12:53).
  - Guevara cubrió a Mansoor después de un «GTH».
- Athena derrotó a Alex Windsor y retuvo el Campeonato Mundial Femenino de ROH (11:51).
  - Athena cubrió a Windsor después de un «O-Face».

#### México
Global Wars: México tuvo lugar el 26 de junio de 2025 desde la Arena México en Ciudad de México, México.
- Thunder Rosa & Persephone derrotaron a Athena & Red Velvet.
  - Rosa cubrió a Red Velvet con un «Roll-Up».
- Nick Wayne y Titán empataron sin resultado.
  - La lucha resultó en empate cuando superó el tiempo de límite de los 10 minutos reglamentarios.
  - Como resultado, Titán obtuvo una oportunidad por Campeonato Mundial Televisivo de ROH.
- Bandido derrotó a Máscara Dorada y retuvo el Campeonato Mundial de ROH.
  - Bandido cubrió a Dorada después de un «21 Plex».
  - Después de la lucha, ambos se dieron la mano en señal de respeto.
- Blue Panther derrotó a Lee Moriarty (con Shane Taylor, Carlie Bravo & Shawn Dean).
  - Panther forzó a Moriarty a rendirse con un «Fujiwara Armbar».
  - Después de la lucha, Shane Taylor Promotions atacó a Panther, pero fue detenido por Bryan Danielson, Hologram y Máscara Dorada.
  - El Campeonato Puro de ROH de Moriarty no estuvo en juego.